# Flachkarre

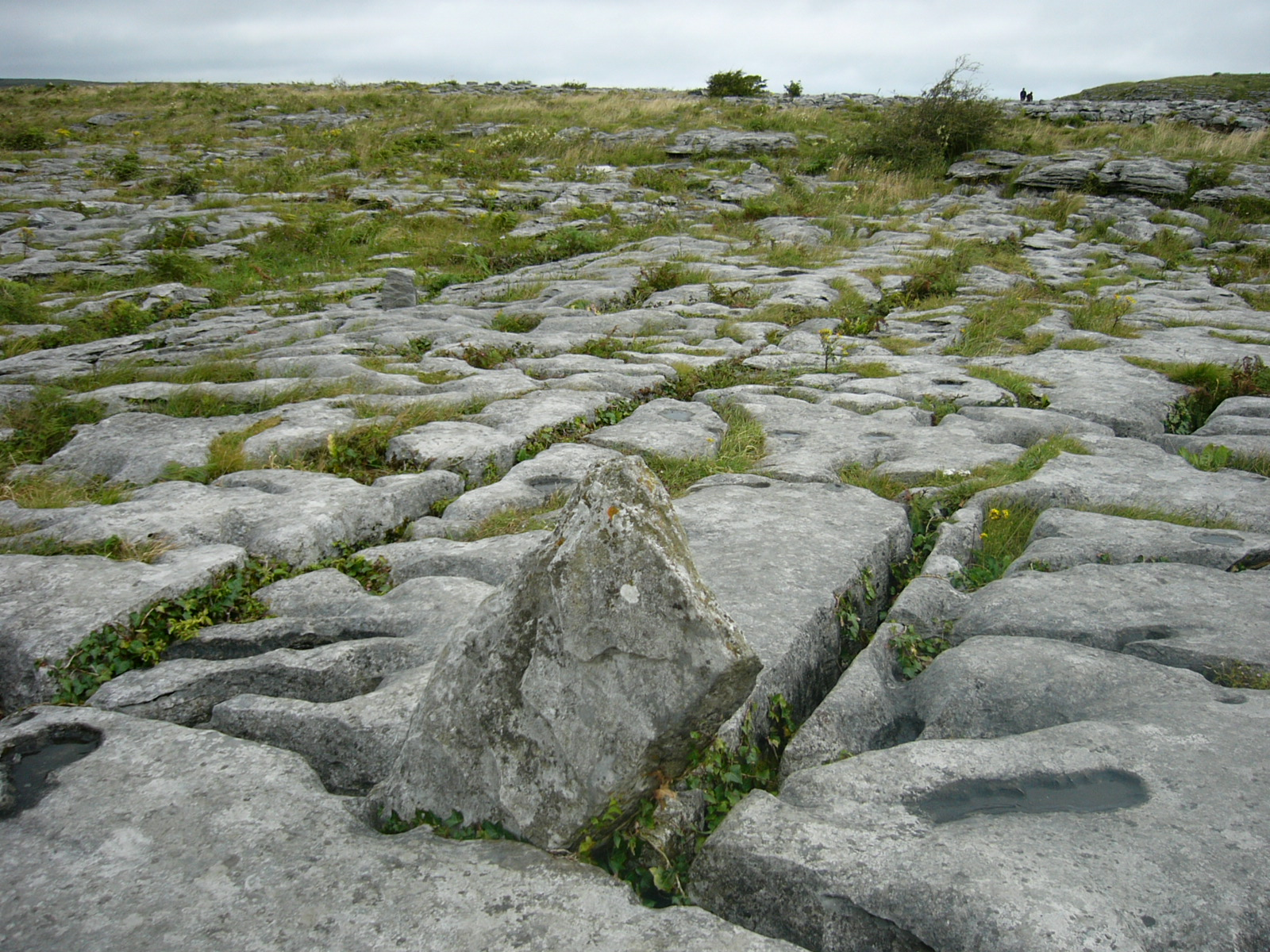
Flachkarren-Pflasterung im Burren, Irland. Die Karrentische werden von senkrecht stehenden Kluftkarren begrenzt und an ihrer Oberfläche von sekundären Rundkarren überprägt

Flachkarren sind Karrenstrukturen erster Ordnung. Sie entstehen in Karstgebieten durch Lösungsverwitterung an der Schichtoberfläche.

## Geschichte
Die Sedimentstruktur Flachkarre (meistens verwendet in der Pluralform), gelegentlich auch als Schichtfugenkarre oder Karrentisch bezeichnet, englisch clint, ist seit dem 19. Jahrhundert bekannt. Ihre ausführliche wissenschaftliche Bearbeitung geht auf Smith & Albritton (1941) zurück. Bedeutende Arbeiten über Flachkarren mit guten Illustrationen stammen von Sweeting (1966 und 1972), Williams (1966) und Purdy (1974).

## Beschreibung
Charakteristisch für Flachkarren ist ihre flache, zur Schichtung parallele Oberfläche. Sie finden sich auf individuellen Felsblöcken, die allseitig in ihrer vertikalen Dimension von Kluft- oder Bruchflächen begrenzt werden. Die ursprünglich nur sehr engen Begrenzungsflächen (bis hinunter zu Haarrissdicke) sind durch Lösungsverwitterung im Laufe der Zeit verbreitert worden und können ihrerseits als Kluftkarren ausgebildet sein. Je nach Anlage des Kluft- oder Bruchflächensystems zeigen die einzelnen Blöcke eine viereckige, rechteckige oder rautenförmige Gestalt. Die Größenordnung der einzelnen Blöcke kann in Abhängigkeit von der vorherrschenden Lithologie zwischen Dezimetern und mehreren Metern schwanken, bleibt aber an einem jeweiligen Fundort relativ konstant. Pflastersteinen ähnlich fügen sich diese Einzelblöcke in Kalken oder Dolomiten zu einer regelmäßigen Pflasterung (engl. pavement) zusammen.
Die Oberfläche der einzelnen Blöcke muss nicht immer vollkommen flach, sie kann auch leicht nach oben konkav gewölbt sein, wie dies 1941 schon Smith & Albritton aufgefallen war. Der Rand ist hierbei leicht erhöht, wird aber meist an mehreren Stellen sekundär durchbrochen.
Die Oberfläche von Flachkarren wird gewöhnlich von Karrenstrukturen zweiter Ordnung überlagert, in der Regel von Rundkarren. Dies muss aber nicht der Fall sein, gelegentlich werden die Oberflächen auch nur von Napfkarren (engl. pitting) übersät. Bei Flachkarren in den Alpen und in den Helleniden werden meist recht grobe Näpfe angetroffen, die in Dolomitgesteinen als so genannte Pockenmarken (engl. pock marks) ausgebildet sind.

## Entstehung

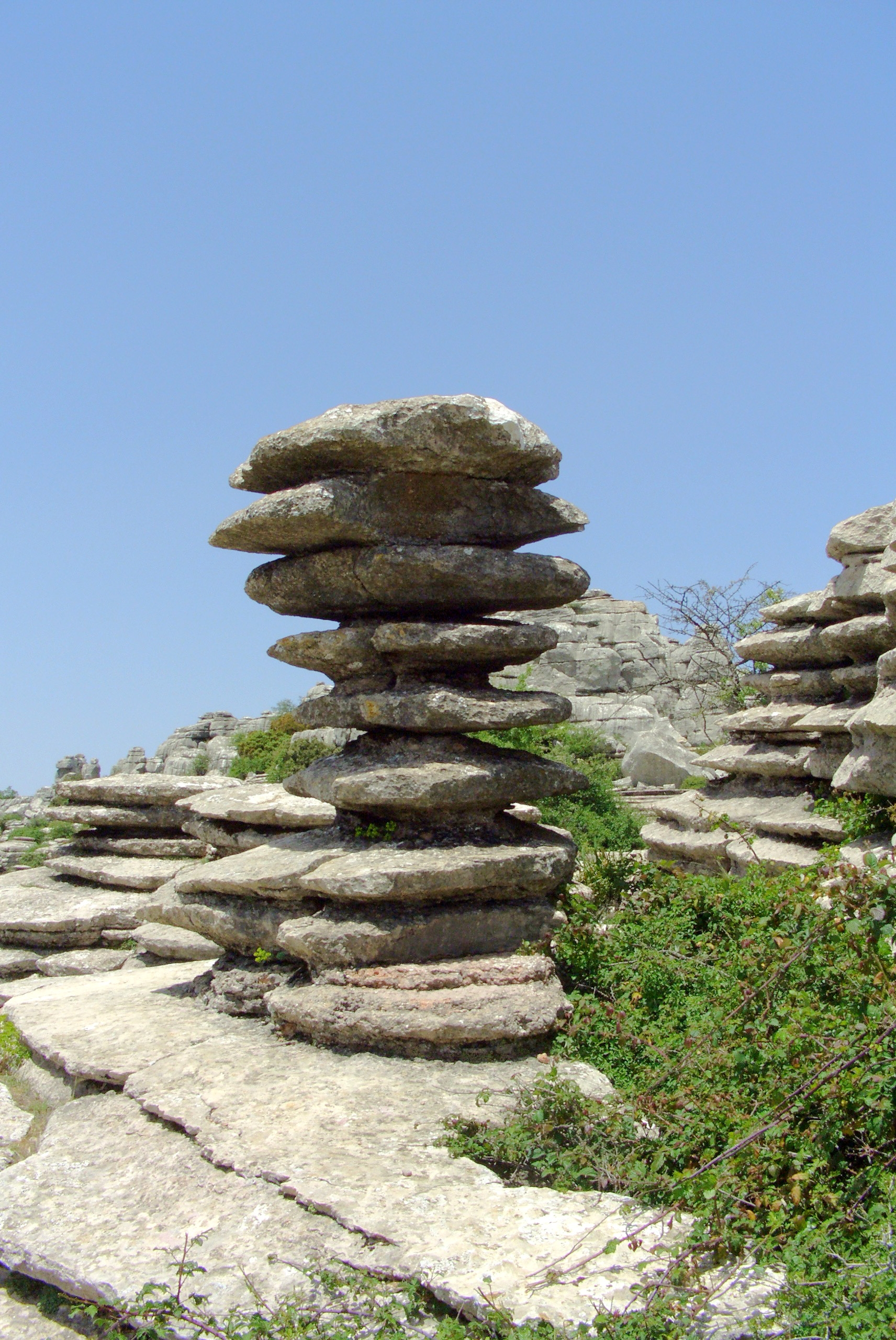
Zu Karstsäulen gestapelte Karrentische in El Torcal de Antequera

Es gilt heute als gesichert, dass Flachkarren durch chemische Auslaugung in Kombination mit rein mechanischen, hydrodynamischen Fliessprozessen entstehen. Dass die Flächen aber nur an Schichtungsunstetigkeiten gebunden sind, wird angezweifelt, sie können nämlich auch von Erosionsflächen ausgehen (beispielsweise von Gletschern geschaffene Abrasionsebenen – eng. glaciated pavements), die nicht unbedingt parallel zur Schichtung verlaufen müssen. Es ist ferner nicht immer zu entscheiden, ob Flachkarren offen zutage lagen und der atmosphärischen Verwitterung ausgesetzt waren, oder ob sie sich unter Boden- oder Moränenbedeckung heranbildeten. Beides ist möglich. Mit Näpfen übersäte Flachkarren entstanden eindeutig durch die Einwirkung von Regen, Hagel und Schnee, oft aber erst nachdem eine schützende Gletscherschuttlage entfernt worden war. Mit Rundkarren überzogene Flachkarren sind zweideutig, eine Mehrheit der Forscher bevorzugt heute jedoch ihre Entstehung unter einer schützenden Boden- oder Torfschicht.

## Vorkommen
Das Vorkommen von Flachkarren ist weltweit.
Gute Beispiele für Flachkarren finden sich in Kalken aus dem Karbon bei Arainn und im Burren in Irland sowie bei Gaitbarrows in Lancashire und bei Malham Tarn in den Yorkshire Dales; in jüngeren Gesteinen am Triglav in Slowenien und in El Torcal de Antequera in Spanien.